# Алленбах
Алленбах (нім. Allenbach) — громада в Німеччині, розташована в землі Рейнланд-Пфальц. Входить до складу району Біркенфельд. Складова частина об'єднання громад Геррштайн.
Площа — 27,56 км2. Населення становить 631 ос. (станом на 31 грудня 2020).

## Галерея

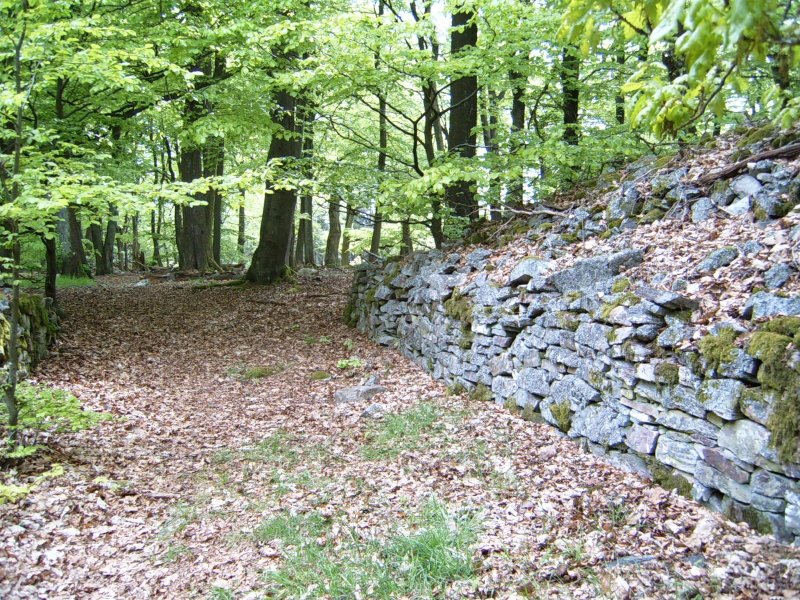
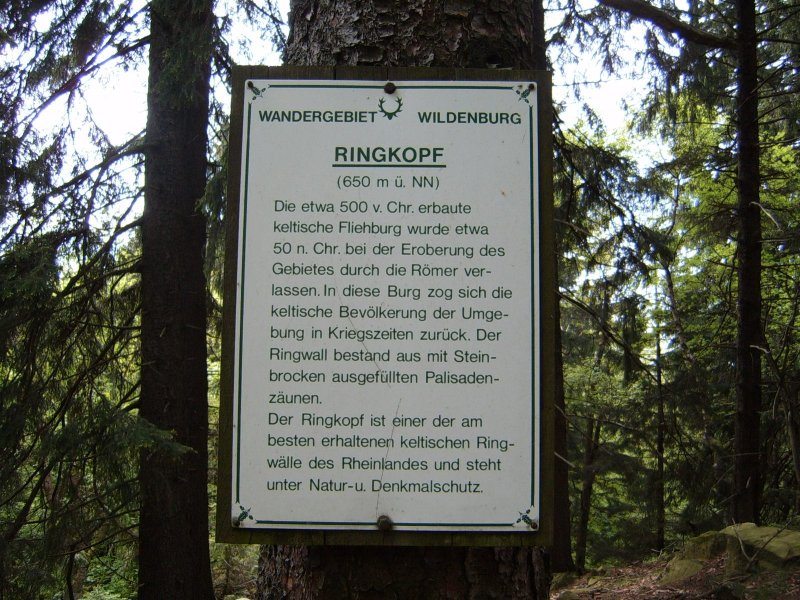
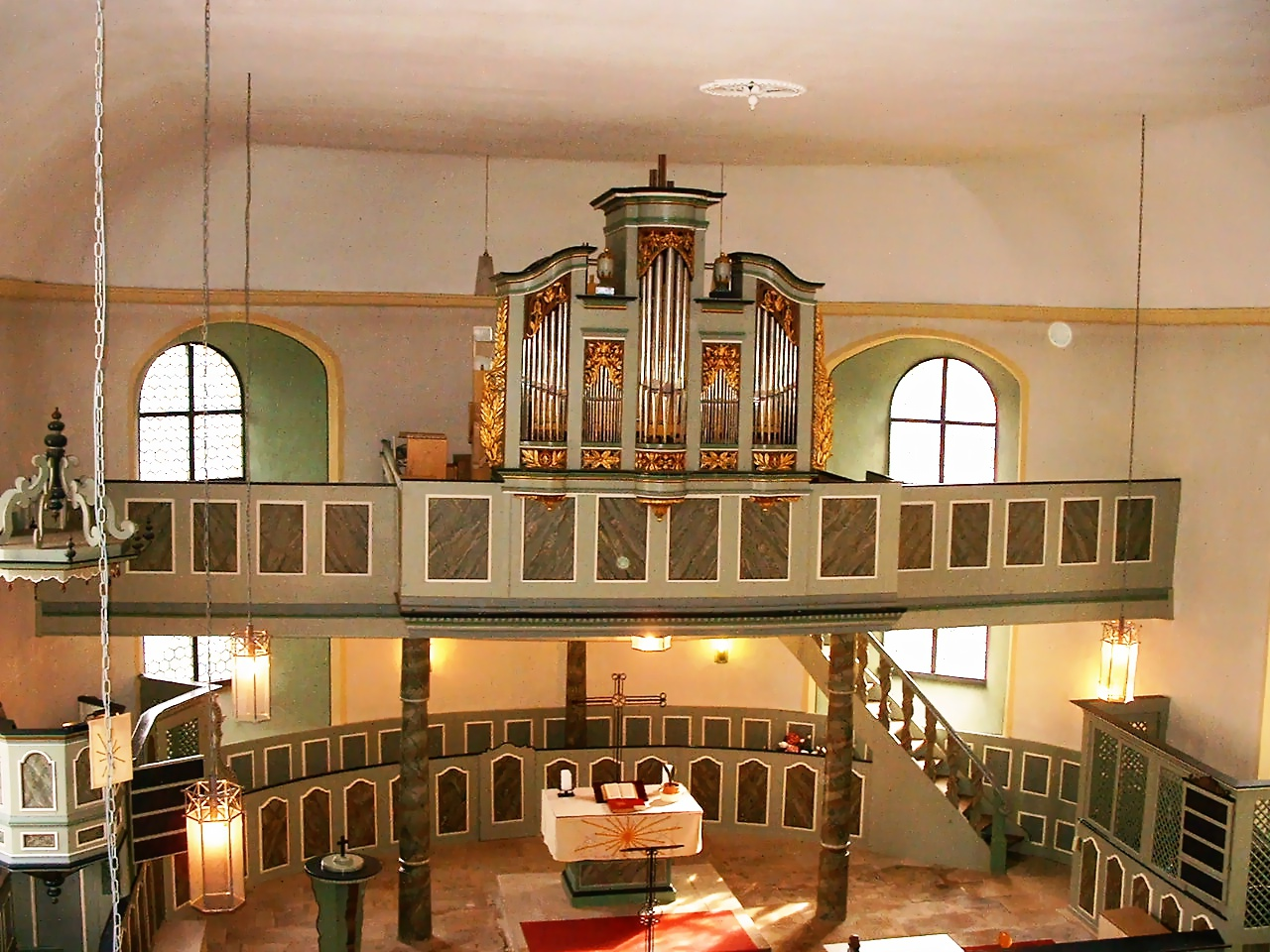